# Malthinus tantricus
Malthinus tantricus là một loài bọ cánh cứng trong họ Cantharidae. Loài này được Wittmer & Brancucci miêu tả khoa học năm 1978.